# Acacia tetraneura
Acacia tetraneura é uma espécie de leguminosa do gênero Acacia, pertencente à família Fabaceae.